# Station Néris-les-Bains
Station Néris-les-Bains is een spoorwegstation in de Franse gemeente Néris-les-Bains.